# Nick Knight
Pour les articles homonymes, voir Knight.
Nick Knight est un photographe de mode anglais né en 1958 à Londres.

## Biographie
Au début des années 1990, il a Craig McDean comme assistant ; il travaille pour i-D où il se fait remarquer et fait la connaissance du jeune Edward Enninful. Mais sa notoriété décolle réellement en 1993 lorsqu'il photographie Linda Evangelista pour la couverture du British Vogue.
Il est également connu comme étant l'un des photographes ayant le plus photographié Kate Moss ainsi que les créations de Jil Sander et Yohji Yamamoto.
Massive Attack a fait appel à lui pour la création de la pochette de l'album Mezzanine, sorti en 1998. C'est son travail sur les insectes au Museum d'’Histoire Naturelle de Londres qui sera la source d'inspiration de ce scarabée emblématique du groupe.
Nick Knight a illustré le Calendrier Pirelli en 2004, et a réalisé en 2011 le clip long de 7 minutes 20 de Born This Way, une chanson de Lady Gaga. En 2010, il est décoré de l'Ordre de l'Empire britannique.
L'agence Publicis EtNous (groupe Publicis) fait appel à Nick Knight pour la campagne 2011 de la marque Hermès, intitulée « Les outils inspirés ». Publicis Et Nous remporte plusieurs prix pour cette campagne. 
En 2013, il participe durant plus de cinq mois à la réalisation du clip de Black Skinhead avec Kanye West. Pour la seconde campagne de Diesel sous la responsabilité de Nicola Formichetti, il réalise ses photographies avec un iPhone.
En 2019, il réalise, avec Kanye West, un film sur ce dernier intitulé Jesus is king, sortie le 25 octobre.
En 2021, il rejoint de nouveau Lady Gaga pour une collaboration avec la marque française de champagne Dom Pérignon sur la campagne “Queendom” sous la responsabilité de Nicola Formichetti, afin de  réaliser une série de photos ainsi qu’un fashion film, sortie le 6 avril, avec pour bande sonore une chanson (« Free Woman ») du dernier album de cette dernière, Chromatica. Puis en juin 2022 une autre collaboration a lieu pour la tournée de l’artiste The Chromatica Ball, où il signe les vidéos interlude du spectacle.